# Guyane britannique aux Jeux olympiques d'été de 1964
La Guyane britannique a participé aux Jeux olympiques d'été de 1964 à Tokyo.
Il s'agit de la cinquième participation de la colonie britannique à des Jeux olympiques d'été avec une délégation restreinte à un haltérophile. C'est la dernière apparition de la colonie aux Jeux avant son indépendance.

## Athlètes engagés

### Haltérophilie
Martin Dias avait remporté le titre dans la catégorie des poids coq des Jeux panaméricains de 1963.
| Catégorie                  | Athlète     | Arraché  | Arraché | Épaulé-jeté | Épaulé-jeté | Développé militaire | Développé militaire | Total    | Total |
| Catégorie                  | Athlète     | Poids    | Rang    | Poids       | Rang        | Poids               | Rang                | Poids    | Rang  |
| -------------------------- | ----------- | -------- | ------- | ----------- | ----------- | ------------------- | ------------------- | -------- | ----- |
| Poids coq (moins de 56 kg) | Martin Dias | 100,0 kg | 7e      | 102,5 kg    | 9e          | 132,5 kg            | 9e                  | 335,0 kg | 8e    |